# جاي كاتلر
جاي كاتلر (بالإنجليزية: Jay Cutler)‏ هو لاعب كرة قدم أمريكية أمريكي، ولد في 29 أبريل 1983 في سانتا كلوز في الولايات المتحدة.

## وصلات خارجية
- الموقع الرسمي
- جاي كاتلر على موقع إي إس بي إن.كوم (أن.أف.أل)3
- جاي كاتلر على موقع مرجع كرة القدم المحترفة.كوم (الإنجليزية)